# Stielquallen
Die Stielquallen oder Becherquallen (Stauromedusae, seit 2006 die einzige Ordnung der Staurozoa) sind sessil oder halbsessil, selten freilebende, solitäre, meist kleine (um 5 cm) Nesseltiere (Cnidaria) mit vierstrahligem Körperbau ohne Skelett. Sie leben ausschließlich im Meer an felsigen Küsten auf Seegras und Algen angeheftet, aber auch in der Tiefsee an Hydrothermalen Vents. Sie sind die einzige Ordnung der Klasse Staurozoa Marques & Collins, 2004. Früher wurde die Ordnung Stauromedusae zu den Schirmquallen (Scyphozoa) gestellt, bevor Antonio Marques und Allen Collins 2004 ihre Eigenständigkeit erkannten und eine neue Klasse innerhalb der Nesseltiere errichten. Diese enthielt zunächst noch die ausgestorbene Ordnung der Conulatae, die dann 2006 aus der Klasse entfernt wurde.

## Merkmale
Die Stauromedusae zeigen sowohl Merkmale der Polypen als auch der Medusen. Der Körper kann in einen becherförmigen, medusoiden Oberteil und einen polypoiden Stiel unterteilt werden. Der Kelch entspricht dem Schirm bei Medusen, die Innen- oder Oberseite der Subumbrella, die Außen- oder Unterseite der Exumbrella. Die Gallerte ist dünn, aber deutlich ausgebildet. Da die Tiere keine Schwimmbewegungen machen, ist der subumbrellare Ringmuskel zwar meist (noch) vorhanden, aber zurückgebildet. Bei den meisten Arten ist das medusoide Oberteil octoradial gegliedert. Am Schirmrand befinden sich in 8 Gruppen von je 20 – 100 angeordnete geknöpfte Tentakel. Der Rand zwischen den Tentakelbüscheln ist mehr oder weniger stark gebuchtet, so dass die Tentakel wie auf „Armen“ stehen. Es gibt atriche Haplonemen und microbasische heterotriche Eurytelen als Nesselkapseltypen. Zwischen den Tentakelarmen, in den Per- und Interradien, sitzen polsterförmige Randanker. Sie besitzen viele Drüsenzellen, scheiden ein klebriges Sekret aus und haben die Funktion von Haftpapillen. Phylogenetisch sind die Randanker von Rhopalien abzuleiten und sind damit umgewandelte Tentakel. Zum Teil sind sie sekundär rückgebildet oder fehlen ganz. Der Kelch trägt die Gastralfilamente und die Gonaden.
Die Mundscheibe ist trichterförmig eingesenkt und trägt das vierlappige Mundrohr (Manubrium). Der Gastralraum ist durch 4 wandständige Septen in 4 Gastraltaschen unterteilt. In den Septen befinden sich Septalmuskeln und 4 ausgeprägte Septaltrichter. Jede Gastraltasche kann durch ein Claustrum in eine äußere und eine innere Tasche unterteilt werden (Unterordnung Cleistocarpida).
Die halbsessilen Arten können sich mit einer verbreiterten Fußscheibe am Untergrund anheften und zur Nahrungsaufnahme oder nach Reizung wieder ablösen. Einige Arten scheiden eine chitinähnliche Substanz aus, die sich mit dem Substrat fest verbindet, so dass sie sich nicht mehr fortbewegen können. 
Es gibt einen Jahreszyklus in der Entwicklung.

## Fortpflanzung
Stauromedusae sind getrenntgeschlechtlich. Die Eier gelangen durch Platzen der Gonadenwand in den Magen und werden durch den Mund in das Umgebungswasser abgegeben. Es gibt kein typisches Planula-Stadium, sondern eine wurmförmige, unbegeißelte Larve, die Kriechbewegungen ausführen kann. Dem Kriechstadium fehlt ein Gastralraum, das Entoderm ist geldrollenartig gestapelt. Die Kriechlarven können sich asexuell durch Knospung vermehren. Nach der Anheftung wandelt sich die Larve zunächst in eine polypoide Form um, später durch Differenzierung in die typische Becherform. Bei den meisten Arten verläuft die Entwicklung über ein Ruhestadium. Der Polyp zieht sich zusammen und bildet eine Hülle aus (Encystierung), in der er u. U. Monate überdauert, bevor er sich zur typischen Stielqualle umbildet. Bei erwachsenen Tieren wurde bisher keine ungeschlechtliche Vermehrung beobachtet, sie vermehren sich ausschließlich geschlechtlich. Eine Besonderheit lässt sich bei der Art Stylocoronella riedli beobachten. Hier besitzt bereits der Polyp Pigmentaugen. Dies ist bisher einzigartig im Phylum der Nesseltiere.
Die Stauromedusae sind im Sommer geschlechtsreif und sterben nach der Fortpflanzung ab. Im Winter vermehren sie sich ungeschlechtlich aus dem Larvalstadium. Einige größere Arten sind vermutlich mehrjährig.

## Verbreitung und Lebensweise
Die Stielquallen sind weltweit verbreitet. Allerdings sind sie nirgendwo ausgesprochen häufig. 80 % der Arten sind auf die nördliche Hemisphäre beschränkt. Die meisten Arten der Becher- und Stielquallen leben meist im gemäßigten bis kalten Gewässern felsiger Küsten, vom Gezeitenbereich bis in das flache Subtidal. Sie leben meist angeheftet auf Algen und Seegräser, wenige Arten (z. B. Stylocoronella riedli) sind auch freilebend im Interstitialbereich grober Sande gefunden worden. Lediglich Kishinouyea corbini Larson, 1980 kommt an der tropischen Küste von Espírito Santo, Brasilien und in Puerto Rico vor. Inzwischen wurden Stielquallen auch an den mittelozeanischen Rücken, an sogenannten Hydrothermalen Vents gefunden, wo sie sehr lokal z. T. ausgesprochen häufig sind. Die größte bekannte Tiefe, aus der Exemplare von Stielquallen bisher nachgewiesen wurden, ist 2700 m.
Über die Lebensweise ist sehr wenig bekannt. In den Mageninhalten von über 3700 untersuchten Exemplaren (Medusen) von Haliclystus auricula von Südchile wurden folgende Beutetiere nachgewiesen: harpacticoide Ruderfußkrebse (Copepoda) (68,4 %), gammaride Flohkrebse (Amphipoda) (15·4%), Zuckmücken-Larven (Chironomidae) (9,2 %) und Muschelkrebse (Ostracoda) (5,9 %). Sehr untergeordnet (1,1 %) fanden sich Tanzfliegen-Larven (Empididae), Vielborster, Asseln (Isopoda), juvenile decapode Krebse und Schnecken (Gastropoda).

## Systematik

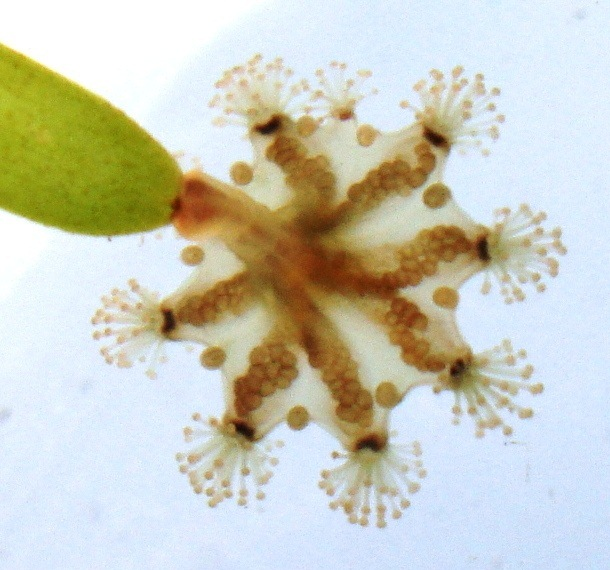
Eine Becherqualle Haliclystus octoradiatus (an Seegras) von schräg unten

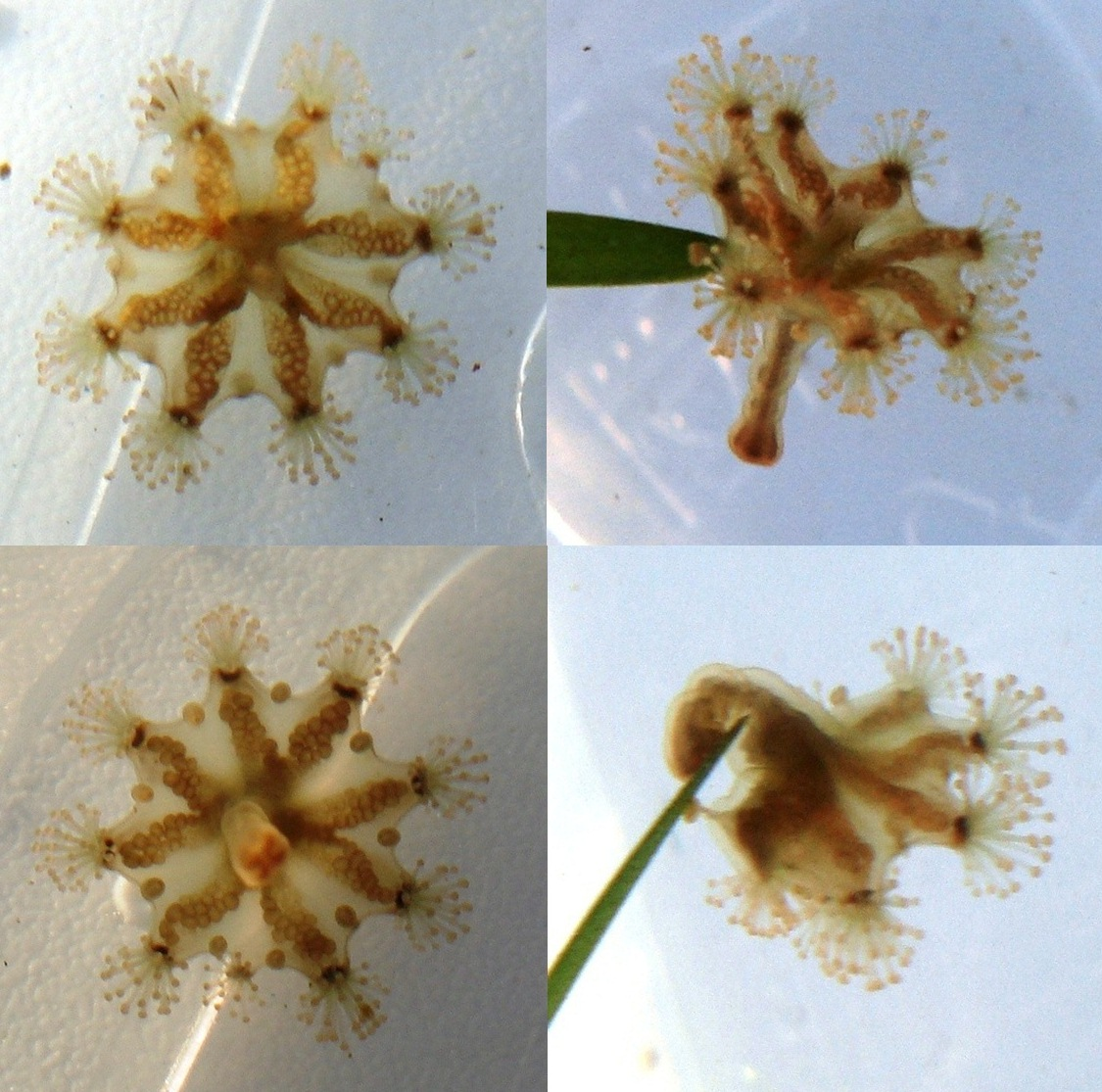
Eine Becherqualle Haliclystus octoradiatus von verschiedenen Seiten aufgenommen: o.l.: Von oben; o.r.: Von der Seite; u.l.: Von unten (gut erkennbar ist der Saugfuß); u.r.: Von der Seite (auf Seegras) unter Benutzung eins Randankers

Die Ordnung Stauromedusae wird von Daly et al. (2007) in zwei Unterordnungen mit insgesamt sechs Familien unterteilt:
- Unterordnung Cleistocarpida Clark, 1863[Anmerkung 1]
  - Familie Craterolophidae Uchida, 1929
    - Gattung Craterolophus Clark, 1863
      - Craterolophus convolvulus (Johnston, 1835) (= C. tethys Clark, 1863)
      - Craterolophus macrocystis von Lendenfeld, 1884

  - Familie Depastridae Haeckel, 1879
    - Gattung Depastromorpha Carlgren, 1935
      - Depastromorpha africana Carlgren, 1935

    - Gattung Depastrum Gosse, 1858 (= Depastrella Haeckel, 1880)
      - Depastrum cyathiforme (M. Sars, 1846)

    - Gattung Manania Clark, 1863 (= Brochiella Krumbach, 1925 = Thaumatoscyphus Kishinouye, 1910)
      - Manania atlantica (Berrill, 1962)
      - Manania auricula (Fabricius, 1780)
      - Manania distincta (Kishinouye, 1910)
      - Manania gwilliami Larson and Fautin, 1989
      - Manania handi Larson & Fautin, 1989
      - Manania hexaradiata (Broch, 1907)
      - Manania lagena (O. F. Müller, 1776)
      - Manania uchidai Naumov, 1961

    - Gattung Halimocyathus Clark, 1863
      - Halimocyathus platypus Clark, 1863
- Unterordnung Eleutherocarpida Clark, 1863
  - Familie Kishinouyeidae Uchida, 1929
    - Gattung Kishinouyea Mayer, 1910
      - Kishinouyea corbini Larson, 1980
      - Kishinouyea hawaiiensis Edmondson, 1930
      - Kishinouyea nagatensis (Oka, 1897)

    - Gattung Lucernariopsis Uchida, 1929 (= Calvadosia Clark, 1863)
      - Lucernariopsis campanulata (Lamouroux, 1815) (= Lucernaria discoidea Eales, 1938)
      - Lucernariopsis capensis Carlgren, 1938
      - Lucernariopsis cruxmelitensis Corbin, 1978
      - Lucernariopsis vanhoeffeni (Browne, 1910)

    - Gattung Sasakiella Okubo, 1917
      - Sasakiella cruciformis Okubo, 1917
      - Sasakiella tsingtaoensis Ling, 1937

  - Familie Kyopodidae Larson, 1988
    - Gattung Kyopoda Larson, 1988
      - Kyopoda lamberti Larson, 1988

  - Familie Lipkeidae Vogt, 1887
    - Gattung Lipkea Vogt, 1886 (= Capria Antipa, 1893)
      - Lipkea ruspoliana Vogt, 1886
      - Lipkea stephensoni Carlgren, 1933
      - Lipkea sturdzii (Antipa, 1893)

  - Familie Lucernariidae Johnston, 1847
    - Gattung Haliclystus Clark, 1863
      - Haliclystus antarcticus Pfeffer, 1889
      - Haliclystus auricula (Rathke, 1806)
      - Haliclystus borealis Uchida, 1933
      - Haliclystus kerguelensis Vanhöffen, 1908
      - Haliclystus monstrosus (Naumov, 1961)
      - Haliclystus octoradiatus (Lamarck, 1816)
      - Haliclystus salpinx Clark, 1863
      - Haliclystus sinensis Ling, 1937
      - Haliclystus stejnegeri Kishinouye, 1899
      - Haliclystus tenuis Kishinouye, 1910

    - Gattung Lucernaria O. F. Müller, 1776
      - Lucernaria australis Vanhöffen, 1908
      - Lucernaria bathyphila Haeckel, 1879
      - Lucernaria haeckeli (Antipa, 1891)
      - Lucernaria infundibulum Haeckel, 1880
      - Lucernaria janetae Collins & Daly, 2005
      - Lucernaria quadricornis O. F. Müller, 1776 (?= L. pyramidalis Haeckel)
      - Lucernaria saint-hilarei (Radicorzew)
      - Lucernaria walteri (Antipa, 1891) (= L.  kükenthali Antipa, 1891)

    - Gattung Stenoscyphus Kishinouye, 1902
      - Stenoscyphus inabai (Kishinouye, 1893)

    - Gattung Stylocoronella Salvini-Plawen, 1966
      - Stylocoronella riedli Salvini-Plawen, 1966
      - Stylocoronella variabilis Salvini-Plawen, 1987

Es gibt derzeit etwa 50 bekannte Arten, die meisten sind nur wenige Zentimeter groß, die größte Art kann bis 8,5 Zentimeter Durchmesser und eine Gesamthöhe bis zu 24 Zentimeter erreichen. Manche Online-Datenbanken listen noch eine weitere Familie unter der Ordnung Stauromedusae, Tesseranthidae. Sie wurde von Haeckel (1882) als Unterfamilie der Tesseridae Haeckel, 1880 aufgestellt. Die meisten Autoren betrachten die Unterfamilie als Synonym von Tesseridae. Die Tesseridae (und damit auch die Tesseranthidae) werden heute zur Klasse Scyphozoa gestellt.

## Phylogenie
Nach dem Kladogramm der Cnidaria von Collins (2002) sind die Stielquallen (Staurozoa) das Schwestertaxon der Würfelquallen (Cubozoa). 
|  | Scyphozoa                                             |
|  |                                                       |
|  | \| \| Staurozoa \| \| \| \| \| \| Cubozoa \| \| \| \| |
|  |                                                       |
|  | Staurozoa                                             |
|  |                                                       |
|  | Cubozoa                                               |
|  |                                                       |

|  | Staurozoa |
|  |           |
|  | Cubozoa   |
|  |           |

|  | Scyphozoa                                             |
|  |                                                       |
|  | \| \| Staurozoa \| \| \| \| \| \| Cubozoa \| \| \| \| |
|  |                                                       |
|  | Staurozoa                                             |
|  |                                                       |
|  | Cubozoa                                               |
|  |                                                       |

|  | Staurozoa |
|  |           |
|  | Cubozoa   |
|  |           |

|  | Scyphozoa                                             |
|  |                                                       |
|  | \| \| Staurozoa \| \| \| \| \| \| Cubozoa \| \| \| \| |
|  |                                                       |
|  | Staurozoa                                             |
|  |                                                       |
|  | Cubozoa                                               |
|  |                                                       |

|  | Staurozoa |
|  |           |
|  | Cubozoa   |
|  |           |

|  | Scyphozoa                                             |
|  |                                                       |
|  | \| \| Staurozoa \| \| \| \| \| \| Cubozoa \| \| \| \| |
|  |                                                       |
|  | Staurozoa                                             |
|  |                                                       |
|  | Cubozoa                                               |
|  |                                                       |

|  | Staurozoa |
|  |           |
|  | Cubozoa   |
|  |           |

|  | Scyphozoa                                             |
|  |                                                       |
|  | \| \| Staurozoa \| \| \| \| \| \| Cubozoa \| \| \| \| |
|  |                                                       |
|  | Staurozoa                                             |
|  |                                                       |
|  | Cubozoa                                               |
|  |                                                       |

|  | Staurozoa |
|  |           |
|  | Cubozoa   |
|  |           |

|  | Scyphozoa                                             |
|  |                                                       |
|  | \| \| Staurozoa \| \| \| \| \| \| Cubozoa \| \| \| \| |
|  |                                                       |
|  | Staurozoa                                             |
|  |                                                       |
|  | Cubozoa                                               |
|  |                                                       |

|  | Staurozoa |
|  |           |
|  | Cubozoa   |
|  |           |

|  | Scyphozoa                                             |
|  |                                                       |
|  | \| \| Staurozoa \| \| \| \| \| \| Cubozoa \| \| \| \| |
|  |                                                       |
|  | Staurozoa                                             |
|  |                                                       |
|  | Cubozoa                                               |
|  |                                                       |

|  | Staurozoa |
|  |           |
|  | Cubozoa   |
|  |           |

|  | Scyphozoa                                             |
|  |                                                       |
|  | \| \| Staurozoa \| \| \| \| \| \| Cubozoa \| \| \| \| |
|  |                                                       |
|  | Staurozoa                                             |
|  |                                                       |
|  | Cubozoa                                               |
|  |                                                       |

|  | Staurozoa |
|  |           |
|  | Cubozoa   |
|  |           |

## Anmerkung
1. ↑  In der älteren Literatur werden die hier als Unterordnungen aufgefassten Taxa Cleistocarpida und Eleutherocarpida häufig als Familien (Cleistocarpidae und Eleutherocarpidae) bezeichnet. Dies ist nicht konform mit den Internationalen Regeln für die Zoologische Nomenklatur. Diese besagen, dass ein Taxon der Familiengruppe auf einem gültig aufgestellten Gattungsnamen beruhen muss. Es gibt weder eine Gattung Cleistocarpus noch eine Gattung Eleutherocarpus.